# Taurocottus bergii
Taurocottus bergii är en fiskart som beskrevs av Soldatov och Pavlenko, 1915. Taurocottus bergii ingår i släktet Taurocottus och familjen simpor. Inga underarter finns listade i Catalogue of Life.